# William Allen Sturge
William Allen Sturge (6 de septiembre de 1850 - 27 de marzo de 1919) fue un médico y arqueólogo inglés nacido en Bristol. Su primera esposa fue Emily Bovell, una de las Siete de Edimburgo.
Después de licenciarse en medicina por la University College de Londres en 1873 se convirtió en oficial médico residente y posteriormente registrador en el Hospital Nacional para la Neurología y Neurocirugía. En 1876 se trasladó a París para estudiar neurología con Jean Martin Charcot (1825-1893), y la patología con Jean Alfred Fournier (1832-1915).
En 1877 regresó a Londres donde ejerció de médico y patólogo en el Royal Free Hospital. En 1879 describió un trastorno en un niño de seis años de edad, que más tarde se llamaría el síndrome de Sturge-Weber. Síndrome que recibe el nombre de William Allen Sturge junto con otro médico inglés, Frederick Parkes Weber (1863-1962). 
Esta enfermedad es un trastorno congénito que afecta el cerebro, los ojos y la piel. La enfermedad se caracteriza por una malformación capilar en el cuero cabelludo a lo largo de la distribución del nervio trigémino, combinado con glaucoma y anomalías vasculares intracraneales.
De 1880 a 1907, Sturge practicó la medicina en Niza, siendo el médico personal de la reina Victoria así como de los miembros de la Familia Real. Cuando llegó a la Riviera francesa, la reina recompensó a Sturge nombrándolo Miembro de la Real Orden Victoriana, condecoración reservada para las personas que hayan prestado servicio personal a la Familia Real.
En 1907 se retiró de la medicina dedicándose a la arqueología. Interesándose por la cerámica griega y etrusca, y por las reliquias del Paleolítico y el Neolítico. En su museo personal en Suffolk se pueden encontrar numerosos objetos de sílex; actualmente esta colección se puede encontrar en el Museo Británico. La colección de ánforas griegas de Sturge se encuentra en el Museo de Toronto. También fue cofundador y presidente de la Sociedad de Arqueología Prehistórica de East Anglia.